# Trachysphyrus imperator
Trachysphyrus imperator là một loài tò vò trong họ Ichneumonidae.